# Sugung-dong
Sugung-dong (koreanska: 수궁동) är en stadsdel i stadsdistriktet Guro-gu i Sydkoreas huvudstad Seoul. 